# Lake County (Illinois)
Lake County is een county in de Amerikaanse staat Illinois.
De county heeft een landoppervlakte van 1.159 km² en telt 644.356 inwoners (volkstelling 2000). De hoofdplaats is Waukegan.